# Maximon
Le maximon (du russe максимон) est une particule subatomique hypothétique dont l'existence a été suggérée par le physicien soviétique M. A. Markov en 1967.
Il peut être défini, en première approximation, comme la particule élémentaire dont la masse est égale à la masse de Planck, :
{\displaystyle m_{\mathrm {P} }={\sqrt {\frac {\hbar {c}}{G}}}}.
D'après Markov, la masse de Planck est la masse maximale d'une particule élémentaire.
Un maximon pourrait être un trou noir.